# Marcus Cassius Apollinaris
Marcus Cassius Apollinaris war ein im 2. Jahrhundert n. Chr. lebender römischer Politiker.
Durch ein Militärdiplom, das auf den 1. August 150 datiert ist, ist belegt, dass Apollinaris 150 zusammen mit Marcus Petronius Mamertinus Suffektkonsul war; die beiden traten ihr Amt vermutlich am 1. Juli des Jahres an.
Aufgrund einer Inschrift in griechischer Sprache wird vermutet, dass Apollinaris Statthalter (Legatus Augusti pro praetore) in der Provinz Cappadocia war; er amtierte vermutlich von 151/152 bis 153/154 in der Provinz. Eine weitere Inschrift in griechischer Sprache legt nahe, dass er Statthalter in der Provinz Syria war; er übte dieses Amt vermutlich von 154 bis 156 aus.